# دهه ۱۸۱۰ در جامعه‌شناسی
در دهه ۱۸۱۰ در جامعه‌شناسی (به انگلیسی: 1810s in sociology) رویدادهای زیر رخ داد:

## ۱۸۱۳
مناسبت‌ها
- کلود هانری سن سیمون فیزیولوژی اجتماعی منتشر می‌شود.

## ۱۸۱۶
مناسبت‌ها
- فیلسوف گئورگ ویلهلم فریدریش هگل علم منطق منتشر شد.

تولد
- موریس بلوک (۱۸ فوریه ۱۸۱۶ - ژانویه ۹ ۱۹۰۱)
- جان وولی (۲۸ فوریه ۱۸۱۶–۱۱ ژانویه ۱۸۶۶)
- شارلوت برونته (۲۱ آوریل ۱۸۱۶–۳۱ مارس ۱۸۵۵)
- فیلیپ جیمز بیلی (۲۲ آوریل ۱۸۱۶–۶ سپتامبر ۱۹۰۲)
- گریس آگیلار (ژوئن ۱۸۱۶–۱۶ سپتامبر ۱۸۴۷)
- سر جان براون (۶ دسامبر ۱۸۱۶ – ۲۷ دسامبر ۱۸۹۶)

درگذشتگان
- ساموئل هود (۱۲ دسامبر ۱۷۲۴–۲۷ ژانویه ۱۸۱۶)
- ریچارد برینزلی شریدان (۳۰ اکتبر ۱۷۵۱–۷ ژوئیه ۱۸۱۶)
- گاوریلا درژاوین (۱۴ ژوئیه ۱۷۴۳–۲۰ ژوئیه ۱۸۱۶)

## ۱۸۱۷
مناسبت‌ها
- دیوید ریکاردو «در اصول اقتصاد سیاسی و مالیات» منتشر شد.
- کلود هانری سن سیمون صنعت شروع می‌شود.

## ۱۸۱۸
مناسبت‌ها
- لویی گابریل دو بونالد: پژوهش فلسفی در مورد اولین موضوعات معرفت اخلاقی منتشر می‌شود.

تولد
- کارل مارکس (۵ مه ۱۸۱۸–۱۴ مارس ۱۸۸۳)

## ۱۸۱۹
مناسبت‌ها
- کلود هانری سن سیمون سازمان دهنده منتشر می‌شود. (نوشتن با کمک آگوست کنت و آگوستن تیری)